# Aidy Bryant
Aidy Bryant (7 de março de 1987) é uma atriz norte-americana, mais conhecida por fazer parte do elenco do Saturday Night Live.